# Dicraeanthus africanus
Espèce
Synonymes
- Dicraeanthus africanus (préféré par NCBI)[2]
- Dicraeanthus africanus[2]

Statut de conservation UICN

 LC  : Préoccupation mineure
Dicraeanthus africanus, aussi appelé Diancreanthus ramosus, est une espèce de plantes à fleurs de la famille des Podostemaceae et du genre Dicraeanthus, endémique d'Afrique centrale, présente principalement au Cameroun.

## Description
Pouvant atteindre près d’un mètre de haut, cette herbe se développe dans les cours d’eau rapides des cascades, accrochée aux pierres. Plante annuelle et dense, on la trouve aussi bien à 5 mètres qu’à 1 200 mètres d’altitude. Cependant, sa population est en train de diminuer.
Elle est principalement menacée par la construction de barrages sur les cours d’eau.

## Distribution
Le genre Dicraeanthus lui-même est surtout présent au Cameroun. L'espèce africana y est assez commune et a été observée sur sept sites dans quatre régions (Adamaoua, Centre, Littoral, Sud). Des spécimens ont en outre été découverts en République centrafricaine, à proximité de la frontière. D'autres auraient été vus au Gabon et en République démocratique du Congo, mais leur identification n'est pas certaine.